# Brużyca Wielka
Brużyca Wielka – część miasta Aleksandrów Łódzki w Polsce, w województwie łódzkim, powiecie zgierskim, gminie Aleksandrów Łódzki.
Brużyca Wielka jest sołectwem miejskim.

## Historia
Założona została zapewne już przed 1138 rokiem, a wzmiankowana po raz pierwszy w 1386, w księgach sądowych łęczyckich. 
Była to w średniowieczu i w epoce wczesnonowożytnej wieś szlachecka. Pod względem kościelnym podlegała parafii w Zgierzu. W końcu XVIII wieku była centrum sporej majętności ziemskiej Walentego Chobrzyńskiego, a potem Rafała Bratoszewskiego. Od 1782 r. wieś ta stanowiła, wraz z pobliską Rudą (Bugaj) ośrodek osadnictwa niemieckiego. Ok. 1816 r. właśnie w dobrach tej wsi dziedzic Rafał Bratoszewski postanowił założyć osadę tkacką Aleksandrów.  Pierwszym burmistrzem Aleksandrowa został w 1822 r. były wójt Brużycy – Marcin Jędrzejewski. Po utracie praw miejskich przez Aleksandrów.
W okresie międzywojennym należała do gminy Brużyca w powiecie łódzkim w woj. łódzkim. W 1921 roku liczyła 130 mieszkańców. 27 marca 1924 zniesiono gminę Brużyca, a Brużycę Wielką włączono do nowo utworzonej gminy Brużyca Wielka. 1 września 1933 Brużyca Wielka ustanowiło odrębną gromadę (sołectwo) w granicach gminy Brużyca Wielka. 
Podczas II wojny światowej włączona do III Rzeszy. Po wojnie Brużyca Wielka powróciła do powiatu łódzkiego w woj. łódzkim jako jedna z 20 gromad gminy Brużyca Wielka. W związku z reorganizacją administracji wiejskiej jesienią 1954, weszła w skład nowej gromady Brużyca Wielka. W 1971 roku ludność wsi wynosiła 126.
Od 1 stycznia 1973 w gminie Aleksandrów Łódzki. W latach 1975–1987 miejscowość należała administracyjnie do województwa łódzkiego.
1 stycznia 1988 Brużycę Wielką (204 ha) włączono do Aleksandrowa Łódzkiego.